# Christopher Schøller
Christopher Schøller (12. november 1707 på Frederikshald – 9. december 1774) var overberghauptmand i Norge.
Han var søn af oberst Caspar Schøller (død 1716) og blev student fra Sorø Akademi 1724. Han rejste i årene 1732-36 i Tyskland og Bøhmen for at studere bjergvidenskab og opholdt sig længere tid i Wernigerode (Harzen). Ikke længe efter sin hjemkomst blev han 1737 berghauptmand og overbergamtsforvalter nordenfjelds, 1739 titulær etatsråd og 1747 virkelig, 1749 konferensråd og overberghauptmand nordenfjelds samt hvid ridder 1768, samme år, som han tog afsked på grund af svageligt helbred. Han var ejer af sædegården Veden ved Frederikshald og afgik ved døden 9. december 1774. Han roses som en både fra karakterens og kundskabernes side fremragende mand.
Han blev 1740 gift med Catharina de Blixenskiold (25. maj 1721 – 23. marts 1781 på Frederikshald), datter af købmand Thomas Blix på Frederikshald, der 1749 adledes med navnet Blixenskiold, og Marie Colbjørnsdatter, en søster af de berømte søskende.